# María Ángeles Mezquíriz Irujo
María Ángeles Mezquíriz Irujo (Falces, 1 de febrero de 1929) es una arqueóloga y museóloga española especializada en arqueología antigua de Navarra. Tras su matrimonio, son habituales sus publicaciones firmadas también como María Ángeles Mezquíriz de Catalán.

## Biografía
María Ángeles Mezquíriz Irujo nació en Falces (Navarra) en 1929. Finalizada la Guerra civil española se traslada a Pamplona para realizar el bachillerato en el Colegio de María Inmaculada. Conviviendo en la familia con varios allegados con estudios universitarios, se decidió por estudiar Filosofía y Letras en Zaragoza, estando interna en el Colegio Mayor Santa Isabel.
Licenciada por la Universidad de Zaragoza en Historia en 1951 y doctora en Filosofía y Letras -Sección Historia- por la Universidad de Zaragoza en 1957, siendo discípula del catedrático Antonio Beltrán Martínez. 

### Curso en Canfranc y Jaca
Entre el 6 de agosto y el 5 de septiembre de 1951, siendo en ese momento profesora ayudante de la Cátedra de Numismática, asistió en Canfranc a un Curso Práctico de Técnica Arqueológica organizado por Antonio Beltrán, asistió, entre otros, al cursillo sobre cerámica española prerromana del profesor Nino Lamboglia, donde obtuvo una de las dos becas de estudio para marchar a Italia, siendo Glòria Trías Rubiés su compañera. Se especializó en Arqueología romana en el Instituto Internacional de Estudios Ligures en Bordighera. Será ocasión, además, para participar en excavaciones en la ciudad romana de Albintimilium (Ventimiglia), muy afectada tras la Segunda Guerra Mundial, y en Tíndaris, en Sicilia. Este curso celebrado en Jaca «debió de ser impactante para ella» al sucederse las excavaciones de Ventimiglia, Tíndaris, Tetuán, Siracusa y Lixus.  En las excavaciones de Ventimiglia aprendieron las dos becarias mucho sobre cerámica además de un método de trabajo «y un modo de reconocimiento de las cerámicas clásicas que fueron muy provechosos en sus futuras carreras investigadoras». Además las dos recuerdan como «por la noche, al considerar el profesor Lamboglia que no sabían suficiente latín y que debían mejorarlo, les hacía traducir a Tácito».
En 1953, a instancias del profesor Vázquez de Parga, gracias a la recomendación de Antonio Beltrán, la Diputación Foral de Navarra le nombra becaria por tres años. Terminados los tres años, aún siendo joven y mujer, algo reseñable en la época, es nombrada conservadora del Museo de Navarra. Se incorporó de inmediato a una joven Institución Príncipe de Viana, continuadora, desde 1940, de la labor de la Comisión de Monumentos Históricos y Artísticos de Navarra, fundada en 1860, pero que apenas se habían interesado «en lo que no existía, aunque se suponía que podía existir en el subsuelo». La excepción fueron los trabajos realizados durante diez años, acabada la guerra, por el director y el subdirector del Museo Arqueológico Nacional, los profesores Blas Taracena Aguirre y Luis Vázquez de Parga en la Villa romana de Liédena y Villa romana del Ramalete, en Tudela.
Estudiosa de la cerámica Sigillata Hispanica.
Ha dirigido, desde 1955, trece excavaciones, la mayoría en Navarra, y algunas de ellas a lo largo de varias campañas en diferentes años, alcanzando niveles que corresponden desde el siglo I al IV, con abundante obtención de cerámica. Dirigió entre 1980 y 2000 las excavaciones que sacaron a la luz la ciudad romana de Andelos (Mendigorría).  
De 1950 a 1958 fue profesora asociada de Arqueología de la Universidad de Navarra. Comenzó a trabajar en el Museo de Navarra como conservadora en 1953 y fue directora del mismo desde 1957 hasta diciembre de 1998.
Fue vocal de a Junta Superior de Museos del Ministerio de Cultura entre 1979 y 1985. Y vocal y vicepresidenta del comité español del Comité Internacional de Museos (ICOM) desde 1986 hasta 1998. Es una de las socias-fundadoras de la Sociedad de Estudios Históricos de Navarra creada en 1988 y organizadora cada cuatro años de los Congresos Generales de Historia de Navarra.
En 1957 se casa con Santiago Catalán Andreu, natural de Caspe, es además madre de seis hijos.

## Cargos y responsabilidades
- Entre 1957 y 1998 fue la primera directora del Museo de Navarra.[8]
- Entre 1974 y 1985 fue la presidenta de la Comisión de Excavaciones y Arqueología de la Institución Príncipe de Viana.
- Entre 1984 y 1989 fue la presidenta de la delegación en Navarra de la Sociedad Española de Estudios Clásicos.
- Desde 1992 a 2001 fue la directora de la revista Trabajos de Arqueología Navarra.
- Desde 2000 a 2002 fue la directora de Cuadernos de Etnología y Etnografía de Navarra.[16]
- Desde 1999 a 2003 desempeñó la presidencia de la Comisión de Arqueología del Consejo Navarro de Cultura.[16]

## Sociedades científicas
- Miembro correspondiente del Deustches Archäelogische Institut.
- Miembro ordinario de Rei Cretariae Romanae Favtores (Sociedad Internacional de Estudios Cerámicos).
- Miembro de la Sociedad Española del Mosaico.
- Miembro de la Sociedad de Estudios Históricos de Navarra.
- Miembro Comité Internacional de Museología I.C.O.F.O.M.
- Miembro ordinario del Institut d’Arqueologia i Prehistoria de la Universidad de Barcelona.

## Obras
Ha publicado numerosos artículos tanto en revistas nacionales como en extranjeras. Destacar:
- En 1958, La excavación estratigráfica de Pompaelo, 1ª Campaña de 1956. (Diputación Foral de Navarra. Institución Príncipe de Viana, Excavaciones en Navarra, t. VII, Pamplona 1958).
- En 1961, Terra Sigillata Hispanica (Valencia, The William L. Brynt Foundation, 1961) sobre cerámica romana.Para algunos autores «el estudio de la terra sigillata hispánica se delimita por un antes y un después marcado» por su monumental trabajo de 1961.[17] Para otras arqueólogas, haciéndose eco de la dedicatoria de Manuel Sotomayor en una Jornadas de la Universidad de Jaén en homenaje a ella: «como todos los libros que se convierten en clásicos tiene su nombre familiar y abreviado, "el mezquiriz"». De hecho, fue pionera en la utilización de la fotografía aérea con infrarrojos.[18]
- En 1968 publica la obra Museo de Navarra (3.ª edic.).
- En 1969, Romanización, Pompaelo II, en Navarra. Temas de Cultura Popular, número 37, Inst. Príncipe de Viana, Pamplona 1978.[10]
- En 1971, La excavación de la «villa» romana de Falces (Navarra), Pamplona, 1971.

## Premios y reconocimientos
- 1999 – El Gobierno de Navarra le nombra Directora honoraria del Museo de Navarra.[12]
- 2000 – Premio Especial de la Asociación de Museólogos de España en Madrid.[19]
- 2001 – Premio Francisco Jordá de Arqueología en Oviedo.[2]
- 2001 – El número 17 de la revista Trabajos de arqueología Navarra se lo dedican a Mezquíriz.[20]
- 2005 – Premio Gallico de Oro 2005 de la Sociedad Napardi de Pamplona.[21]
- 2010 – Cruz de Carlos III, el Noble.[22]
- 2021 – Nombramiento como Hija Predilecta de la Villa de Falces.